# Vieil-Moutier
Vieil-Moutier is een gemeente in het Franse departement Pas-de-Calais (regio Hauts-de-France) en telt 367 inwoners (2004). De plaats maakt deel uit van het arrondissement Boulogne-sur-Mer.

## Geografie
De oppervlakte van Vieil-Moutier bedraagt 5,7 km², de bevolkingsdichtheid is 64,4 inwoners per km².
De onderstaande kaart toont de ligging van Vieil-Moutier met de belangrijkste infrastructuur en aangrenzende gemeenten.

## Demografie
Onderstaande figuur toont het verloop van het inwonertal (bron: INSEE-tellingen).